# Polytrichadelphus aristatus
Polytrichadelphus aristatus är en bladmossart som beskrevs av Mitten 1869. Polytrichadelphus aristatus ingår i släktet Polytrichadelphus och familjen Polytrichaceae. Inga underarter finns listade i Catalogue of Life.